# Котовка (Березівський район)
Котовка — село Березівської міської громади у Березівському районі Одеської області в Україні. Населення становить 95 осіб.

## Населення
Згідно з переписом 1989 року населення села,, яке тоді входило до складу Яснопільської сільської ради, становило 81 особа, з яких 38 чоловіків та 43 жінки.
За переписом населення 2001 року в селі мешкало 95 осіб.

### Мова
Розподіл населення за рідною мовою за даними перепису 2001 року:
| Мова       | Чисельність | Відсоток |
| ---------- | ----------- | -------- |
| українська | 84          | 88,42%   |
| болгарська | 7           | 7,36%    |
| гагаузька  | 2           | 2,11%    |
| румунська  | 2           | 2,11%    |
| Усього     | 95          | 100%     |